# Bees Airline
Bees Airline era una compagnia aerea low-cost ucraina, che aveva iniziato ad operare nel marzo 2021.

## Storia
Bees Airline era stata fondata alla fine del 2019. La compagnia aerea aveva ricevuto il certificato di operatore aereo nel marzo 2021. Operava voli low cost di linea e charter dall'Ucraina verso Grecia, Cipro, Bulgaria, Egitto, Turchia, Georgia, Armenia, Montenegro, Spagna e Kenya con 4 aerei e prevedeva di aumentare la dimensione della flotta a sei aeromobili nel 2022.
Il 29 aprile 2021 la compagnia ha operato il suo primo volo di linea da Kiev a Erevan. A causa della legge marziale sul territorio dell'Ucraina e della chiusura dello spazio aereo, tutti i voli dal 24 febbraio 2022 sono stati cancellati. L'AOC della compagnia aerea è stato revocato più tardi nell'estate 2022 a causa della mancanza di aeromobili.

## Flotta
Bees Airline operava con quattro Boeing 737-800.